# Dunedin City Association Football Club
Maillots
Dunedin City est un ancien club professionnel de football néo-zélandais basé à Dunedin.
L'équipe remporte la Chatham Cup en 1981 face à Mount Wellington AFC. L'équipe de Dunedin fait partie de la première division en 1977 et entre 1979 et 1987. L'équipe est vice-championne en 1981. En 1987, l'équipe se retire du championnat à cause de problèmes financiers.

## Joueurs célèbres
- Ceri Evans
- Mike McGarry
- Steve Wooddin